# Limnophila
Limnophila es un género con 97 especies de plantas de flores de la familia Scrophulariaceae. 

## Especies seleccionadas
- Limnophila albiflora
- Limnophila aquatica
- Limnophila aromatica
- Limnophila aromaticoides
- Limnophila australis
- Limnophila balsamea
- Limnophila sessiliflora

## Sinónimos
- Ambulia [Lam.]
- Bonnayodes [Blatt. et Hallb.]

- Datos: Q1767132
- Multimedia: Limnophila / Q1767132
- Especies: Limnophila (R.Br.)